# München Mord: Die Unterirdischen
Die Unterirdischen ist ein deutscher Fernsehfilm von Jan Fehse aus dem Jahr 2019. Es handelt sich um die neunte Folge der Kriminalfilmreihe München Mord mit Bernadette Heerwagen, Alexander Held und Marcus Mittermeier in den Hauptrollen. Die Erstausstrahlung erfolgte am 21. September 2019 im ZDF.

## Handlung
In München wird auf einem Friedhof in einem Abfallcontainer eine männliche Leiche sowie der zerschnittene Personalausweis des Opfers gefunden. Der Tote wird als stadtbekannter Gastronom Hanno Berthold, Betreiber des noblen Birkenstüberls, identifiziert, er wurde erstochen, wobei der Fundort nicht der Tatort war. Ludwig Schaller geht aufgrund des Gewichts der Leiche von mindestens zwei Tätern aus, die das Opfer in den Container transportiert haben. Außerdem vermutet er einen Tat-Hintergrund im Untergrund, zumal auch Tine Kern, die Nichte des Opfers, die ihren Onkel als vermisst gemeldet hatte, von einem geheimen Untergrund-Klub spricht. Dieser ominöse Klub wird zum Zentrum der Ermittlungen, denn alle Verdächtigen dürften Verbindungen zu diesem Klub haben, wobei keiner von diesen sagen kann oder will, wo sich dieser Klub befindet.
Von Tine erfahren die Ermittler etwas mehr über das Konzept des Klubs für die „gehobene Gesellschaft“. In diesem sollen schöne Mädchen gegen Bezahlung erfolgreichen Geschäftsmännern bei luxuriösen Dinnerpartys auf rein platonischer Basis Gesellschaft leisten. Tine und ihre Freundin, die Journalistin Miriam Abel, waren ebenfalls unter diesen Mädchen. Die Frauen trafen sich in der Lobby vom Hotel Mondstein, wo sie von Hilda Breuer, der Chefin eines Kickbox-Studios, abgeholt wurden. Im Transporter wurden ihnen die Augen verbunden. Als Tine die Augenbinde verrutscht ist, erkannte sie das Straßenschild der Dachauer Straße, außerdem das Geräusch einer Straßenbahn. Die Fahrt dauerte ca. 10 bis 15 Minuten, sodass Neuhauser vermutet, dass sie nicht weiter als zum Stiglmaierplatz gekommen sind. Von Sandra Carlsen, der Managerin des Birkenstüberls, erfährt Schaller den Namen des Klubs: #VRUS, gesprochen We are us. Berthold war dort ebenfalls regelmäßig zu Gast. Die Ermittler versuchen in den Klub zu gelangen, um mehr über dessen Betreiber, Jochen Schildt, herauszufinden. Der Mitgliedsbeitrag für den Club beträgt 10.000 bis 50.000 Euro pro Jahr.
Die Überprüfung des Kennzeichens des Fahrers, der die Mädchen zum Klub bringt, führt zu Henrik Rothmann, dem Sohn des Bauunternehmers Paul Rothmann. Von Bertholds Schwester erfährt Flierl, dass Paul Rothmann einer der besten Freunde ihres Onkels war und ebenfalls in den Club investiert hatte. Zum Missfallen der anderen Investoren wollten sie demnächst einen Teil seines Geldes abziehen und selbst ein Lokal in Griechenland eröffnen.
Während der Ermittlungen verschwindet Miriam Abel und Schaller vermutet als Hintergrund den Artikel, den Miriam vorhatte zu veröffentlichen, nachdem ihr die Machenschaften der Clubmitglieder vollends bewusst geworden waren. Tine mutmaßt dagegen, dass Miriam untergetaucht ist, weil diese ihren Onkel getötet hat, nachdem er ihr gegenüber gewalttätig geworden war. Silke Rothmann bestätigt Schaller, dass Berthold Probleme mit Miriam hatte. Jochen Schildt habe ihr erzählt, dass Miriam vorhatte, Berthold wegen sexueller Übergriffe anzuzeigen. Silke Rothmann verdächtigt daher ebenfalls Miriam, Berthold getötet zu haben. Für die Ermittler stellt sich allerdings die Frage, wie sie die Leiche alleine in den Container hätte schaffen sollen. Flierl vermutet, dass die im Artikel von Miriam beschriebenen Männer ein Erscheinen des Artikels verhindern wollten und sie für das Verschwinden von Miriam verantwortlich sind. 
Erst nachdem Neuhauser den Mitgliedsbeitrag aufgetrieben hat und Mitglied geworden ist, erhalten er und Schaller Zutritt zum Club, wo sie unter anderem auf ihren Vorgesetzten Zangel und Neuhausers Bekannte Stefany treffen. Für Schildt und seinen Club waren sowohl Berthold, der sein Geld abziehen wollte, als auch Abel, die über den Club berichten wollte, eine Bedrohung, außerdem hat er für die Tatzeit kein Alibi. Nachdem Stefany nach einem Streit den Club verlassen hat, verschafft sich Flierl in deren Kleid Zutritt zum Club. Dort lernt sie die Clubmitglieder Rainer Sennhofer und Philip Wimmer kennen, wobei sich Sennhofer verplappert und ihr unabsichtlich vom geplanten Artikel von Miriam Abel erzählt. Daraufhin werden Wimmer und Sennhofer vorgeladen und letztendlich gestehen sie gemeinsam, Abel aus dem Weg geräumt zu haben. Man findet Abels Leiche schließlich in einer Künette. Sennhofer und Wimmer beschuldigen Schildt, sie dazu angestiftet zu haben.
Die Telefonverbindungsdaten von Hendrik Rothmann ergeben, dass er in der Mordnacht mit Jochen Schildt telefoniert hatte. Für Schaller ist damit klar, dass die beiden zusammen die Leiche von Berthold auf den Friedhof gebracht haben. Die Ermittler nehmen Silke Rothmann in die „Mangel“, denn sie wurde von Zeugen auf dem Friedhof gesehen, obwohl die Familie kein Grab dort hat. Indirekt gesteht sie den Mord an Berthold. Sie meinte handeln zu müssen, weil Berthold ihren Mann dazu überredet hatte, in Griechenland ein neues Leben zu beginnen, was sie mit allen Mitteln zu verhindern suchte. 
Schildt, Hendrik und Silke Rothmann sowie Sennhofer und Wimmer werden schließlich festgenommen.

## Produktion
Die Dreharbeiten fanden gemeinsam mit dem zehnten Teil Was vom Leben übrig bleibt vom 9. Oktober bis zum 15. Dezember 2018 in München und Umgebung statt. Produziert wurde der Film von der TV60Filmproduktion, beteiligt war das ZDF.
Für das Szenenbild zeichnete Michael Björn Köning verantwortlich, für den Ton Rainer Plabst, für das Kostümbild Theresia Wogh und für das Maskenbild Martine Flener und Judith Müller.

## Rezeption
Rainer Tittelbach von tittelbach.tv schrieb, dass dieser Krimi kein simpler Whodunit sei, weil er sich wie schon bei Leben und Sterben in Schwabing „elegant und süffisant bei der Gesellschaftssatire bedient und wie immer auf das rituelle Miteinander dieses schrägen Kellertrios setzt. Lustvoll tauchen die Autoren ins Unterbewusste der Männer von gestern ein, die sich liberal & hedonistisch geben, aber über Kini-Kult und vorgestriges Patriarchentum nicht hinausgekommen sind.“
Wilfried Geldner befand im Weser-Kurier, dass die Macher des komischen Krimis mit den Mustern von Arm und Reich und von Alt und Jung ein gewitztes Spiel betreiben würden. „Mag sein, der Mordkrimi kommt dabei ein wenig zu kurz, was Plot und Spannung betrifft. [...] Baby Schimmerlos aus Kir Royal grüßt aus der Ferne“. Wolfgang Fierek als bajuwarischen Club-Geschäftsführer dürfe man in Hochform erleben. Sein von Leben und leben lassen zum hedonistischen Leben und gelebt haben gewendeter Bayern-Spruch habe schon fast die Schimmerlos-Reife.
In Deutschland sahen den Film bei Erstausstrahlung 5,56 Millionen Personen, der Marktanteil betrug 20,8 Prozent.